# Cena Grace Murray Hopperové

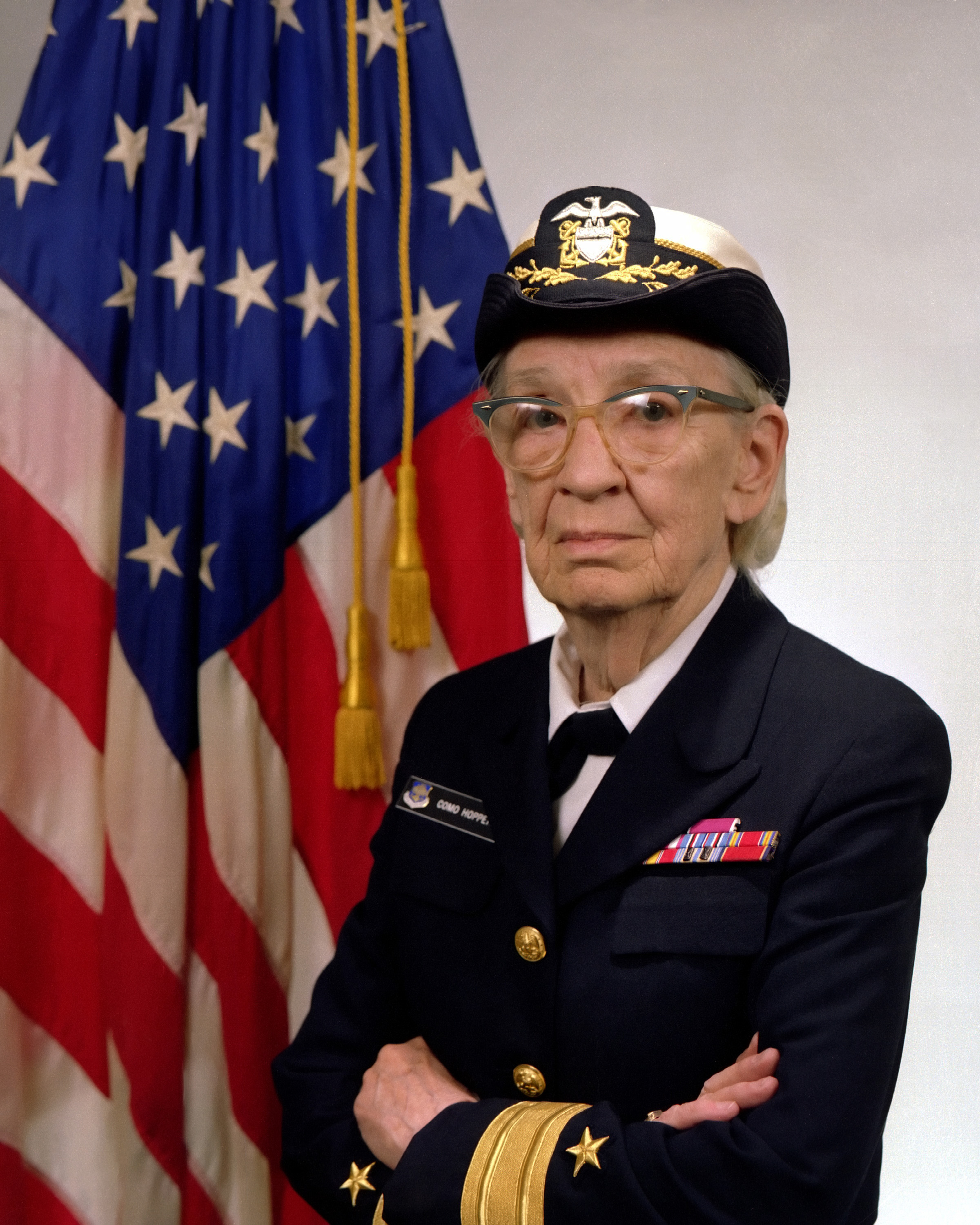
Grace Murray Hopper

Cena Grace Murray Hopperové (Grace Murray Hopper Award) je ocenění, které od roku 1971 uděluje Association for Computing Machinery. Je pojmenovaná na počest počítačové průkopnici Grace Hopper. Je udělována počítačovým vědcům mladším 35 let.

## Lauretáti
- 1971 Donald E. Knuth
- 1972 Paul H. Dirksen
- 1972 Paul H. Cress
- 1973 Lawrence M. Breed
- 1973 Richard H. Lathwell
- 1973 Roger Moore
- 1974 George N. Baird
- 1975 Allan L. Scherr
- 1976 Edward H. Shortliffe
- 1977 nikdo
- 1978 Raymond Kurzweil
- 1979 Steve Wozniak
- 1980 Robert M. Metcalfe
- 1981 Daniel S. Bricklin
- 1982 Brian K. Reid
- 1983 nikdo
- 1984 Daniel Henry Holmes Ingalls, Jr.
- 1985 Cordell Green
- 1986 William Nelson „Bill“ Joy
- 1987 John Ousterhout
- 1988 Guy L. Steele
- 1989 W. Daniel Hillis
- 1990 Richard Stallman
- 1991 Feng-hsiung Hsu
- 1992 nikdo
- 1993 Bjarne Stroustrup
- 1994–1995 nikdo
- 1996 Shafrira Goldwasser
- 1997–1998 nikdo
- 1999 Wen-mei Hwu
- 2000 Lydia Kavraki
- 2001 George Necula
- 2002 Ramakrishnan Srikant
- 2003 Stephen W. Keckler
- 2004 Jennifer Rexford
- 2005 Omer Reingold
- 2006 Dan Klein
- 2007 Vern Paxson
- 2008 Dawson Engler
- 2009 Tim Roughgarden
- 2010 Craig Gentry
- 2011 Luis von Ahn
- 2012 Martin Casado
- 2013 Pedro Felipe Felzenszwalb
- 2014 Sylvia Ratnasamy
- 2015 Brent Waters
- 2016 Jeffrey Heer
- 2017 Amanda Randles
- 2018 Constantinos Daskalakis